# John Miers
John Miers (25 de agosto de 1787 - 17 de octubre de 1879) fue un botánico, pteridólogo e ingeniero inglés.
Trabaja y exploraba en América del Sur de 1819 a 1838. Miers describe numerosas especies de este subcontinente.

## Obra
- Travels in Chile and La Plata, etc. Dos volúmenes, Londres, 1826
- Illustrations of South American plants. Londres, 1846
- Contributions to Botany, iconographic and descriptive, detailing the characters of plants that are either new or imperfectly described, etc. Tres volúmenes, Londres, 1851-1871
- On the Apocynaceae of South America. 1878

## Honores
- 1836: en Brasil, es condecorado con la Imperial Orden de la Rosa[1]

- 1843: electo miembro de la Royal Society

### Eponimia
Géneros
- (Alliaceae) Miersia Lindl.[2]

- (Burmanniaceae) Miersiella Urb.[3]

Especies (unas 80), entre ellas
- (Aspleniaceae) Asplenium miersii Gand.[4]

- (Calyceraceae) Boopis miersii Phil.[5]

- (Celastraceae) Tontelea miersii (Peyr. ex Mart.) A.C.Sm.[6]

- (Cyatheaceae) Trichipteris miersii (Hook.) R.M.Tryon[7]

- (Lauraceae) Beilschmiedia miersii (Gay) Kosterm.[8]

- (Lecythidaceae) Eschweilera miersii (R.Knuth) A.C.Sm.[9]

- (Orchidaceae) Barbrodria miersii (Lindl.) Luer[10]

- (Orchidaceae) Restrepia miersii (Lindl.) Rchb.f. in Wawra[11]

- (Solanaceae) Cacabus miersii Wettst.[12]

- (Violaceae) Viola miersii Bertero ex Steud.[13]

- La abreviatura «Miers» se emplea para indicar a John Miers como autoridad en la descripción y clasificación científica de los vegetales.[14]